# Česnek planý
Česnek planý (Allium oleraceum) je druh jednoděložné rostliny z čeledi amarylkovitých.

## Popis

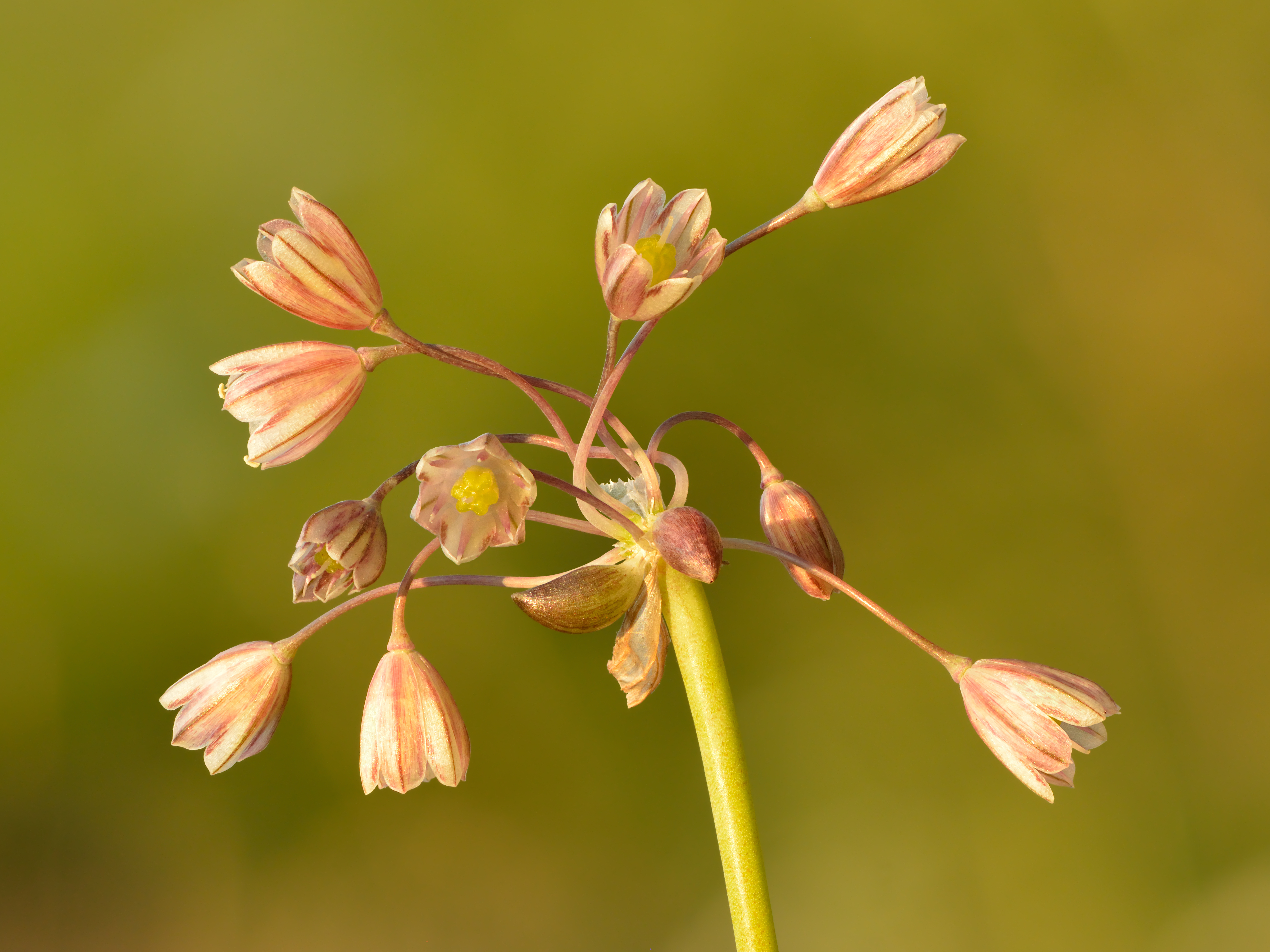
Květenství

Jedná se o vytrvalou cca 25–80 cm vysokou rostlinu s podzemní cibulí, cibule je vejcovitá, asi 1–1,5 cm v průměru, obalné šupiny blanité. Lodyha je v dolní polovině zahalena pochvami listů. Listy jsou přisedlé, čepele jsou čárkovité, dole trubkovité, nahoře až žlábkovité, na rubu žebernaté, asi 0,5–4 mm široké. Květy jsou uspořádány do květenství, jedná se o lichookolík (stažený šroubel), který je dosti řídký. Pacibulky v květenství jsou přítomny, většinou jsou početnější než květy, někdy jsou přítomny jen pacibulky a květy zcela chybí. Některé populace mohou být i sterilní. Květenství je podepřeno až 10 cm dlouhým, dvoudílným toulcem, díly jsou nestejné, protažené v dlouhou špičku. Okvětní lístky jsou cca 7 mm dlouhé a 3 mm široké, zelenavé až špinavě červenofialové s barevnější střední žilkou. Tyčinky jsou o něco kratší než okvětí, prašníky jsou žluté až červenavé. Plodem je tobolka, která se však vytváří jen zřídka.

## Rozšíření ve světě
Jedná se o druh s evropským rozšířením. Roste na západ po severní Španělsko, na sever po Velkou Británii a jižní Skandinávii, na jih po severní Balkán, na východ po evropskou část Ruska. Byl zavlečen na severovýchod USA (Nová Anglie).

## Rozšíření v Česku
V ČR roste celkem běžně od nížin do podhůří. Vyskytuje se po příkopech, v křovinách, na okrajích lesů a na mezích. Někdy roste i ve světlých lesích, např. v luzích a akátinách, na zastíněných místech bývá sterilní.

## Použití
Už staří Slované tento druh česneku zřejmě využívali jako zeleninu.